# Планинска трептељка
Планинска трептељка (лат. Anthus spinoletta) је мала птица певачица која се гнезди у планинама јужне Европе и Палеарктика према истоку до Кине. Планинска трептељка је птица селица на кратке удаљености; многе птице се зими селе на ниже надморске висине или влажне отворене низије.
Планинска трептељка у гнездећем перју има сивкасто-смеђе горње делове тела, слабо прошаране тамније смеђом бојом, и бледо ружичасто-жућкасти доњи део тела који прелази у беличасту боју на доњем делу стомака. Глава је сива са широким белим суперцилијумом, а спољна репна пера су бела. Зими је глава сиво-смеђа, суперцилијум је тамнији, горњи делови тела су више прошарани, а доњи делови тела су бели, благо прошарани смеђом бојом на грудима и боковима. Постоје само мање разлике између три подврсте, полови су готово идентични, а младе птице подсећају на одрасле јединке. Песма планинске трептељке се изводи са места за седење или у лету и састоји се од четири или пет блокова, од којих сваки садржи око шест понављања различитог кратког тона.
Планинске трептељке граде гнездо у облику шоље на земљи испод вегетације или у пукотинама литица и полажу четири до шест пегавих сиво-белих јаја, која се излегу за око две недеље, а затим птићи добијају комплетно перје за 14-15 дана. Иако планинске трептељке повремено хватају инсекте у лету, хране се углавном малим бескичмењацима које лове на земље или у вегетацији, а такође и неким биљним материјалом.
Планинске трептељке могу ловити птице грабљивице, могу бити заражена паразитима попут бува, обична кукавица (Cuculus canorus) им паразитира гнезда , али генерално је њена популација велика и стабилна, те је стога Међународна унија за заштиту природе (IUCN) процењује као врсту која је најмање угрожени таксон.

## Таксономија
Породица Motacillidae састоји се од плиски, трептељки и канџашица. Највећа од три групе су трептељке, род Anthus, које су типично копнени инсектоједи смеђег перја. Њихов сличан изглед довео је до таксономских проблема; планинска трептељка и америчка трептељка (Anthus rubescens) су раније сматране подврстама морске трептељке (Anthus petrosus). Морска трептељка је ближе сродна планиској трептељки, на основу спољашњих и молекуларних карактеристика. Други блиски сродници су ливадска трептељка (Anthus pratensis), риђогрла трептељка (Anthus cervinus) и ружина трептељка (Anthus roseatus).
Планинску трептељку је формално описао Карл фон Лине у десетом издању своје "Systema Naturae" 1758. године као Alauda spinoletta (окарактерисана као Alauda rectricibus fuscis: extimis duabus oblique dimidiato-albis).  Тренутни род Anthus створио је за трептељке немачки природњак Јохан Матеус Бехштајн 1805. године. Anthus је латински назив за малу птицу травнатих подручја, а специфични епитет spinoletta је локална дијалекатска реч за трептељку из подручја Фиренце у Италији.
Постоје три признате подврсте:
- Anthus spinoletta spinoletta (Linnaeus, 1758),[а]- номинована подврста, гнезди се у планинама јужне Европе од Пиринеја ка истоку до северозападне Турске, као и на Сардинији и Корзици[10]
- Anthus spinoletta coutellii (Audouin, 1828) - гнезди се у планинама Турске, осим северозапада, Кавказа, северног Ирана и Туркменистана[5]
- Anthus spinoletta blakistoni, (R. Swinhoe, 1863) - гнезди се у планинама широм Азије од јужне Русије на истоку до централне Кине[5]

Могућа четврта подврста са северозападног Кавказа, Anthus spinoletta caucasicus, не може се поуздано одвојити од Anthus spinoletta coutellii. Потоњи облик је сам по себи потенцијално нова врста, на основу генетских података, изгледа и карактеристичног оглашавања у лету.

## Опис
Планинска трептељка је 15-17 цм дугачак и тежак 18,7-23 г. Одрасла јединка номиновне рподврсте у гнездећем перју има сивкасто-смеђе горње делове тела, слабо прошаране тамније смеђом бојом, и бледо ружичасто-жућкасти доњи део тела који прелази у беличасту боју на доњем делу стомака. Може бити слабих пруга на грудима и боковима. Глава је сива са широким белим суперцилијумом. Спољашња репна пера су бела, а ноге, кљун и ирис су тамносмеђи или црнкасти. Код јединке планинске трептељке у зимском перју, глава је сиво-смеђа, а суперцилијум је мање изражен. Горњи делови тела су више прошарани, а доњи делови тела су бели, благо обележени смеђом бојом на грудима и боковима.
Полови су слични, мада женка у просеку има сивљу главу. Младе птице подсећају на одрасле јединке које су у зимском перју, али су смеђе и са више пруга на врху, са израженим пругама на доњем делу тела. Anthus spinoletta coutellii је мањи од номиноване подврсте, а бела боја спољашњег репног пера има назнаку сиве. Блеђи је и јаче пругаст на врху, а у гнездећем перју боја доњег дела тела покрива већу површину и има рђасту нијансу. Anthus spinoletta blakistoni је већи, блеђи и мање пругаст.
Планинска трептељка има потпуно митарење између јула и септембра, иако постоје значајне индивидуалне варијације у времену. Постоји делимично митарење пре парења, углавном између јануара и марта, али са великом варијабилношћу у времену. Ово митарење обично укључује замену перја главе, тела и крила, али је обим поново променљив. Веома повремено, женке могу митарити у оно што изгледа као зимско перје, уместо очекиване светлијег перја. Птићи почињу да добијају перје већ месец дана након излегања, а већина заврши прелазак на скоро одрасли изглед до септембра. Прво митарење пре гнежђења је слично оном код одраслих, али може бити мање потпуно или чак одсутно.
Планинска трептељка је уско повезана са морском трептељком (Anthus petrosus) и ливадском трептељком (Anthus pratensis) и по изгледу је прилично слична обема. У поређењу са ливадском трептељком, планинск трептељка има дужа крила и дужи реп од свог рођака, и има много блеђи доњи део тела. Има тамне, а не ружичастоцрвене, ноге. Планинска трептељка у зимском перју се такође може помешати са морском трептељком, али има јак суперцилијум, сивље горње делове тела и бела, а не сива, спољашња репна пера. Станишта која користе морске трептељке и планинске трептељке су потпуно одвојена током сезоне гнежђења, и мало је преклапања чак и када птице не гнезде. Такође је мало мешања са ливадском трептељком које се гнезде, иако су од 1960. године пронађене неке преклапајуће територије где врсте коегзистирају.
Подврста морске трептељке Anthus petrosus littoralis у гнездећем перју је посебно слична спољашњем изгледу планинској трептељки. Морска трептељка обично има плављи тон главе, са пругама на грудима и боковима, и жућкасто-риђим спољашњим перјем репа, а песме су такође различите. Врсте углавном заузимају различите типове станишта чак и када се јављају на истом општем подручју.

### Оглашавање
Песма планинске трептељке се изводи са гране или у лету и састоји се од четири или пет блокова, од којих сваки садржи око шест понављања различитог кратког тона. Поређења ради, песма морске трептељке је низ од око двадесет звонких "чипа" тонова, након чега следи узлазни низ танких "гии" звук, а завршава се кратким трилом. Оглашавање планинске трептељке је један или два оштра „дзип“, мало оштрији од тихог "сип сип сип" ливадске трепељке или продорног "псип" морске трептељке. Кратако, танако оглашавање "фист" у лету је између "сип" ливадске трептељке и "фиист" морске трептељке. Разлике између оглашавања трептељки су веома суптилне и нису лако дијагностичке у одсуству других доказа. Оглашавање у лету подврсте Anthus spinoletta coutellii је краћи и зујавији од оног код номиноване расе.

## Распрострањеност и станиште
Гнездилиштa планинске трептељке су планине јужне Европе и Азије од Шпаније до централне Кине, заједно са медитеранским острвима Сардинијом и Корзиком.
Планинска трептељка је претежно планинска врста током сезоне гнежђења, која се налази на алпским пашњацима и високим ливадама са кратком травом и нешто жбуња или стена. Обично се налази близу влажнијих подручја и често на падинама. Гнезди се између 615-3.200 м надморске висине, углавном 1.400-2.500 м. Мигрира на релативно кратке удаљености у јесен до нижих терена, обично зимујући на приобалним мочварама, пиринчаним пољима и сличним стаништима. Иако се већина птица сели у низије, неке могу остати и на до 2.000 м. Номинална врста Anthus spinoletta spinoletta зимује углавном у западној и јужној Европи и у северозападној Африци; у западној Европи неке птице показују верност истом месту за зимовање, враћајући се сваке године. Птице у Шпанији изгледа да се крећу само ниже низ планине на којима се гнезде. Anthus spinoletta coutellii зимује на нижим надморским висинама близу својих подручја за гнежђење, а такође и на Арапском полуострву и североисточној Африци. Anthus spinoletta blakistoni зимује у Пакистану, северозападној Индији и јужној Кини. 
Планинске трептељке напуштају своја места за гнежђење од средине септембра, мада источне подврсте могу почети да се селе на југ и пре тога. Пролећна миграција почиње у фебруару и марту, са доласком на места за гнежђење у априлу и мају.Планинска трептељка је забележена као луталица у Белорусији, Гибралтару и Летонији, као и на острвима укључујући Канарска острва, Исланд, Малту и Свалбард.

## Понашање
Планинска трептељка је много теже приступачна птица у поређењу са морском трептељком. Опрезнија је од свог рођака и ако јој се приђе, прелети одређену удаљеност пре него што поново слети, док морска трептељка обично пређе само кратку удаљеност, близу тла, пре него што слети.

### Гнежђење
Планинска трептељка је углавном моногамна, мада оба пола повремено могу одступити од овога. Мужјак има демонстративни лет у којем се пење на 10-30 метара, лети у луку и клизећи назад доле, певајући све време. Женка гради гнездо у облику шоље од траве и лишћа које је обложено финијим биљним материјалом и животињским длакама. Гнездо је скривено у вегетацији на земљи, понекад у удубљењу. Нормално гнездо је четири до шест јаја положених од краја априла до почетка јула. Јаја су сивкасто-бела са тамнијим сивим или смеђим мрљама углавном на ширем крају, и мере 21 мм x 16 мм и теже 27 г, од чега је 5% љуска.
Женка инкубира јаја 14-15 дана до излегања. Птиће у почетку храни мужјак, оба родитеља деле дужност након неколико дана када женка не мора тако често да леже јаја, а птићи добијају комплетно перје за додатних 14-15 дана. Може бити два легла годишње.
У швајцарској студији номиноване подврсте, 76% јаја се излегло, а 58% птића је полетело. Птице расе Anthus spinoletta blakistoni у Тјен Шану излегле су 90% својих јаја, а младунци су преживели до полетања у 47% гнезда. У овој другој студији, рана гнезда су имала већу вероватноћу да не успеју јер је мањи биљни покривач чинио да их предатори могу пронаћи. Ни просечан животни век нити максимална старост преживљавања нису познати.

### Храњење
Станиште планинске трептељке је влажна травната површина, а не камените обале које фаворизује морска трептељка. Планинска трептељка се храни углавном широким спектром бескичмењака, укључујући цврчке и скакавце, бубе, пужеве, стоноге и пауке. Муве поткорњаче, праве муве, гусенице и риличари могу чинити велики део исхране младих птица. Птице близу снежних поља узимају инсекте специјализоване за то станиште, као што су репице Isotoma saltans глечерска бува и Isotoma nivalis, и мува шкорпија Boreus izyemalis.
Птице обично траже храну саме или у паровима; по лошем времену, тражење хране је чешће и укључује дуже летове, а може бити концентрисано око улаза у јазбине мрмота. Плен је просечне величине 8,3 мм у дужину и углавном се лове пешке, мада се летећи инсекти повремено хватају у ваздуху. Узима се и нешто биљног материјала, а једна студија на граници Чехословачке и Пољске открила је да се 75% исхране по запремини састојало од алги, тачније Ulothrix zonata, упркос великом броју доступних инсеката.
У подручјима са киселим земљиштима, мање је доступног калцијума, што потенцијално доводи до тањих љуски јаја. На таквим локацијама, планинске трептељке ће вероватније бирати пужеве и сличан плен са љускама богатим калцијумом него што је то случај на кречњачком терену.

## Предатори и паразити
Планинску трептељку лове птице грабљивице, укључујући морског сокола, а јаја и младунце могу ухватити копнени предатори, укључујући велике ласицее и змије. Као и други чланови свог рода, планинска трептељка је домаћин обичне кукавице (Cuculus canorus), која паразитира легла. Јаја кукавица које су специјализоване за паразитирање трептељки слична су по изгледу јајима њихових домаћина.
Нова врста пернате гриње, Proctophyllodes schwerinensis, откривена је на планинској трептељки, која је такође домаћин бувама Ceratophyllus borealis и Dasypsyllus gallinulae  Заједно са другим врстама Motacillidae, планинска трептељка је домаћин протозојског паразита Haemoproteus anthi.

## Статус
Процене европске гнездеће популације планинске трептељке знатно варирају, али могу достићи и два милиона парова, што би указивало на глобалну популацију од десетина милиона јединки распоређених на 3,7 милона км². Ареал је дисконтинуиран због планинског станишта које ова врста користи, али се популација генерално сматра великом и стабилном, и због тога је планинска трептељка процењена као врста која је најмање угрожени таксон од стране IUCN-а.
Густина гнежђења (у паровима на десет хектара) забележена је као 2,4 у планинама Јура, 3,0–3,6 у Алпима и 4,5 у Татрама у Пољској.